# Нораван (Армавирская область)
Нораван (арм. Նորավան) — село в Армавирской области Армении.

## География
Село расположено в северной части марза, к северу от автодороги , на расстоянии 2 километров к северу от города Армавир, административного центра области. Абсолютная высота — 870 метров над уровнем моря.
Климат
Климат характеризуется как семиаридный (BSk в классификации климатов Кёппена). Среднегодовая температура воздуха составляет 11,8 °C. Средняя температура самого холодного месяца (января) составляет −3,3 °С, самого жаркого месяца (июля) — 25 °С. Расчётная многолетняя норма атмосферных осадков — 307 мм. Наибольшее количество осадков выпадает в мае (52 мм).

## Население
| Год переписи | Население          | Население          | Население          | Население            | Население            | Население            |
| Год переписи | Наличное население | Наличное население | Наличное население | Постоянное население | Постоянное население | Постоянное население |
| Год переписи | Всего              | Мужчины            | Женщины            | Всего                | Мужчины              | Женщины              |
| ------------ | ------------------ | ------------------ | ------------------ | -------------------- | -------------------- | -------------------- |
| 2001         | 930                | 450                | 480                | 962                  | 468                  | 494                  |
| 2011         | 991                | 507                | 484                | 994                  | 507                  | 487                  |